# Santiago Ernst Martínez
Santiago Ernst Martínez; (Ercilla, 26 de noviembre de 1893 - Santiago, 9 de febrero de 1944) fue un contador y político socialista chileno, diputado entre 1941 y 1944.

## Biografía
Nació en la localidad de Ercilla, hijo de  Roberto Ernst y Rubelinda Martínez, casado con Amanda Frene Kehr, con quien tuvo tres hijos: Ricardo, Eliana, Mario.
Estudió en el Instituto Comercial de Concepción y se tituló de contador. Se dedicó a ejercer su profesión; trabajó en la Casa Besa y Cía.; luego fue contador de varias empresas en Concepción. 
En 1922 compró los derechos de la firma «Smith y Barra», dedicada a comercio de abarrotes y frutos del país, que continuó explotando bajo la razón social de «Santiago Ernst y Cía. Ltda». Fue propietario del fundo Santa Amanda —localizado en el sur de Chile en la comuna de Los Muermos— que destinó a la producción de leche y cereales. También fue fundador del Club Radical y presidente de la Cámara de Comercio Mayorista de Puerto Montt.
Militó en el Partido Radical desde la década de 1920. Fue presidente provincial del partido en la ciudad de Puerto Montt y posteriormente fue elegido regidor de la Municipalidad de Puerto Montt (1926-1930).
Ingresó al Partido Socialista en 1940, siendo elegido al año siguiente diputado en representación de los departamentos de Llanquihue, Puerto Varas, Maullín, Calbuco y Aysén (1941-1945). Llegó a ser vicepresidente de la Cámara de Diputados entre mayo y junio de 1941. 
Falleció el 9 de febrero de 1944 antes de concluir su mandato parlamentario, siendo reemplazado por Alfonso Campos Menéndez (liberal), quien venció con 5404 votos a los 3891 votos del radical Federico Bucher Weibel, en las elecciones complementarias de mayo de ese año.